# Улицы смерти (фильм)
«Улицы смерти» — кинофильм.

## Сюжет
В Бейруте похищен американский офицер Крэйг Брандт. В Детройте об этом узнаёт его брат-близнец Крис. И вот он уже в Ливане и начинает поиски брата. Одни сотрудники американского посольства ничего не знают о брате, другие явно знают, но не решаются рассказать. Вскоре Крис сам попадает в лапы тех же террористов и оказывается в камере со своим братом. На этом поиски заканчиваются и начинается трудный путь к свободе. Дело осложняется тем, что братья попали в плен к «Стражам Духа» — секте террористов, «которые никогда не сдаются».

## В ролях
- Майкл Паре
- Шол Мизрахи
- Ури Мауда
- Лоренцо Ламас